# Baptiste Couilloud
Baptiste Couilloud (Ródano, 22 de julio de 1997) es un jugador profesional francés de rugby que se desempeña en la posición de medio scrum en Lyon Olympique, equipo perteneciente a la liga Top 14.

## Carrera
Couilloud es un jugador de formación francesa (JIFF). En 2004 comenzó su carrera deportiva con el equipo Lyon Olympique, donde lleva jugando veinte temporadas.